# Ludwig Erdmann Bledow
Ludwig Erdmann Bledow (27. července 1795, Berlín – 6. srpna 1846, tamtéž) byl německý šachový mistr první poloviny 19. století, žák šachového skladatele Julia Mendheima (1788 – 1836), kolem roku 1840 nejsilnější berlínský hráč.

## Život a kariéra
Ludwig Erdmann Bledow, občanským povoláním učitel matematiky na reálném gymnáziu v Berlíně, patřil k těm německým šachistů, kteří na přelomu 18. a 19. století pozvedli německý šach na mezinárodní úroveň. Do němčiny přeložil knihy Williama Lewise a Philippa Stammy. Zajímal se i o korespondenční šach a později vydal sborník korespondenčních partií ze zápasu Berlín-Poznaň. Byl majitelem veliké šachové knihovny, která je dnes uložena v Královské knihovně v Berlíně.
Roku 1837 založil Bledow volné šachové sdružení, které se dvakrát týdně scházelo v Berlínské šachová společnosti (Berliner Schachgesellschaft) k šachovým analýzám. Tomuto sdružení se podle počtu jeho členů začalo říkat Berlínské sedmihvězdí (Das Berliner Siebengestirn) nebo též Plejády. Kromě Ludwiga Bledowa patřil do této skupiny ještě Paul Rudolf von Bilguer, Bernhard Horwitz, Tassilo von Heydebrand und der Lasa, Karl Schorn, Wilhelm Hanstein a Karl Mayet.
Bledow byl jedním z prvních německých šachistů, kteří hráli mezinárodní zápasy. Roku 1842 zvítězil nad ruským mistrem finského původu Jänischem, v roce 1843 porazil Henryho Thomase Bucklea a roku 1845 zvítězil nad Adolfem Anderssenem 4:0 (=1).
Bledow je rovněž zakladatelem prvního německého šachového časopisu Deutsche Schachzeitung, který vychází nepřetržitě od roku 1846 dodnes kromě pauzy v letech 1944 – 1950 zaviněné válkou (časopis byl Bilguerem založen pod názvem Schachzeitung der Berliner Schachgesellschaft, dnešní název nese od roku 1872).

## Vybrané šachové partie
- Dr. Ludwig Bledow vs Paul Rudolf von Bilguer (1838)
- Dr. Ludwig Bledow vs Baron Tassilo Heydebrand und der Lasa (1838)